# Episodi di Breaking Bad (terza stagione)
La terza stagione della serie televisiva Breaking Bad è composta da tredici episodi ed è stata trasmessa in prima visione negli Stati Uniti d'America dall'emittente AMC dal 21 marzo al 13 giugno 2010.
In Italia la terza stagione è stata trasmessa dal 9 luglio al 1º ottobre 2011 su AXN; in chiaro è stata trasmessa su Rai 4 dal 16 novembre al 28 dicembre 2011.
In questa stagione entrano nel cast regolare della serie Giancarlo Esposito, Bob Odenkirk e Jonathan Banks, interpreti rispettivamente di Gus Fring, Saul Goodman e Mike Ehrmantraut, personaggi già introdotti nella stagione precedente.
| nº | Titolo originale   | Titolo italiano     | Prima TV USA   | Prima TV Italia   |
| -- | ------------------ | ------------------- | -------------- | ----------------- |
| 1  | No Más             | Ora basta           | 21 marzo 2010  | 9 luglio 2011     |
| 2  | Caballo sin Nombre | Cavallo senza nome  | 28 marzo 2010  | 16 luglio 2011    |
| 3  | I.F.T.             | Tradimento          | 4 aprile 2010  | 23 luglio 2011    |
| 4  | Green Light        | Luce verde          | 11 aprile 2010 | 30 luglio 2011    |
| 5  | Más                | Di più              | 18 aprile 2010 | 6 agosto 2011     |
| 6  | Sunset             | Al tramonto         | 25 aprile 2010 | 13 agosto 2011    |
| 7  | One Minute         | Un minuto           | 2 maggio 2010  | 20 agosto 2011    |
| 8  | I See You          | Ti vedo             | 9 maggio 2010  | 27 agosto 2011    |
| 9  | Kafkaesque         | Atmosfere           | 16 maggio 2010 | 3 settembre 2011  |
| 10 | Fly                | Caccia grossa       | 23 maggio 2010 | 10 settembre 2011 |
| 11 | Abiquiu            | Scrupoli            | 30 maggio 2010 | 17 settembre 2011 |
| 12 | Half Measures      | Mezze misure        | 6 giugno 2010  | 24 settembre 2011 |
| 13 | Full Measure       | Niente mezze misure | 13 giugno 2010 | 1º ottobre 2011   |

## Ora basta
- Titolo originale: No Más
- Diretto da: Bryan Cranston
- Scritto da: Vince Gilligan

### Trama
In un minuscolo villaggio in Messico, due misteriosi gemelli ben vestiti avanzano carponi insieme ad abitanti del villaggio verso una specie di santuario dedicato alla dea della morte. Giunti all'interno, uno dei due posiziona vicino alla divinità un disegno raffigurante Heisenberg. 
Tutta Albuquerque è sotto shock per l'incidente aereo avvenuto a causa dell'errore del padre di Jane. Walter White, chiaramente disorientato dai vari eventi, dopo essere stato solo a casa nei giorni seguenti al disastro aereo, è costretto a prendere le sue cose e trasferirsi e va a vivere da solo in un appartamento. Intanto sua moglie Skyler si rivolge ad un avvocato per il divorzio, spiegandole che i figli Walter Jr. e la neonata Holly dovranno rimanere con lei; Skyler però appare insicura quando l'avvocato dice che dovrà rivelare tutti i soldi che il marito possiede.
Intanto Jesse Pinkman prosegue la riabilitazione nel centro di recupero dalle droghe, dove impara ad accettarsi e viene incoraggiato a non cambiare sé stesso, ma accettarsi per come si è. Nel frattempo, mentre si trova nel suo appartamento, Walt riceve un SMS con scritto "POLLOS". A scuola, studenti e insegnanti si riuniscono nella palestra per riflettere sull'incidente aereo. Walt prende la parola e, con eccessiva razionalità, suggerisce a tutti di superare lo shock e guardare il lato positivo della tragedia, che avrebbe potuto fare molte più vittime, e comincia a snocciolare numeri. Trovando queste parole inappropriate, la preside Carmen gli toglie il microfono. 
Walter Jr. inizia ad arrabbiarsi con Skyler per il modo in cui tratta Walt, e Marie tenta di farsi raccontare dalla sorella il motivo della separazione, ma senza successo; Skyler si reca quindi da Walt per parlargli della volontà di divorziare, e lo accusa di essere uno spacciatore, vista la grande quantità di denaro che aveva guadagnato per pagarsi le cure; a quel punto Walt ammette di essere produttore di metanfetamina: Skyler chiede quindi di divorziare e in cambio non riferirà nulla al resto della famiglia e ad Hank.
Jesse viene dimesso dal centro e viene ospitato da Walt, ma è in depressione perché si sente responsabile per la morte della fidanzata e, di conseguenza, per l'incidente aereo. Walter, a seguito dei fatti, decide di smettere di cucinare: si reca a Los Pollos Hermanos e in una pacata conversazione riferisce a Gus di non voler essere un criminale, nonostante questi gli stia chiedendo di lavorare per lui ancora per tre mesi, per 3 milioni di dollari. Intanto i due messicani misteriosi, dopo essersi disfatti della loro auto costosa e dei loro vestiti eleganti, si mettono in viaggio con un gruppo di clandestini per superare il confine Messico-USA. Durante il viaggio in un camion, un ragazzo riconosce dai loro stivali la loro appartenenza ad un cartello; essendo stati scoperti, i due uccidono brutalmente tutti i passeggeri e l'autista del mezzo. 
- Guest star: John de Lancie (Donald Margolis), Jere Burns (Capogruppo), Julie Dretzin (Pamela), Carmen Serano (Preside Carmen Molina), Luis Moncada (Marco Salamanca), Daniel Moncada (Leonel Salamanca).
- Altri interpreti: Jonathan Ragsdale (Barry), Taylor Cranston (Studentessa triste), Robin Dearden (Donna emotiva), Galen Hutchinson (Ragazzo dagli occhi spalancati), Jesus Mayorga (Olive Oil), Lorel Medina (Figlia messicana), Mario Moreno (Padre messicano), Maria Bethke (Madre messicana), Cicelo Solano (Coyote driver), Ashleigh Banfield (Reporter 1), Marla Tellez (Reporter 2), Jeff Maher (Reporter 3), Dana Cortez (Reporter 4).

## Cavallo senza nome
- Titolo originale: Caballo sin Nombre
- Diretto da: Adam Bernstein
- Scritto da: Peter Gould

### Trama
Walter sta avendo difficoltà psicologiche nel relazionarsi con la sua nuova vita: mentre è in macchina prende una multa dalla polizia a causa del parabrezza visibilmente danneggiato dai detriti della collisione aerea, ma per un eccesso di ira inizia ad inveire contro il poliziotto, costringendolo a usare lo spray al peperoncino e arrestarlo. Più tardi viene rilasciato grazie all'intervento del cognato Hank.
L'avvocato di Walt, Saul Goodman, lo raggiunge per riprendere i contatti. Dopo aver ascoltato i recenti sviluppi, Saul tranquillizza Walt sulle intenzioni di Skyler, dicendogli che la moglie certamente non lo denuncerà perché ciò porterebbe conseguenze disastrose anche per il resto della famiglia. L'avvocato, tuttavia, bada poco al lato sentimentale della vicenda, e consiglia a Walt di ricominciare a produrre metanfetamina sfruttando l'offerta di Gus, ma Walt rifiuta dicendo di non voler essere un criminale. Uscito dall'appartamento di Walt, Saul chiama Mike, suo investigatore privato, e lo incarica di tenere sotto sorveglianza Skyler.
Nel frattempo, i due misteriosi uomini messicani vanno a trovare lo zio Hector Salamanca e con l'ausilio di una tavola Ouija (strumento usato per le comunicazioni medianiche) riescono a scoprire il nome di Walter White, colpevole di tradimento ai danni di Tuco e quindi della sua morte: Hector aveva infatti ascoltato il vero nome di Heisenberg quando, durante il suo rapimento, Tuco lo aveva letto dal suo documento (ep. Grigliato, seconda stagione). Si scopre quindi che i due sono i cugini di Tuco, giunti in New Mexico per vendicare la sua morte.
Intanto Skyler, mentre al lavoro affronta di nuovo con Ted la falsificazione dei bilanci dell'azienda, a casa è costretta a subire l'indifferenza di Walter Jr., che continua anche a chiederle perché stia trattando suo padre in quel modo. Il ragazzo è dalla parte di Walt e va a trovarlo nel suo nuovo appartamento, ma Walt lo riporta indietro, sfruttando l'occasione per tentare di riavvicinarsi alla moglie. Skyler però gli impedisce di entrare in casa.
Jesse passa di fronte alla sua ex casa e scopre che, dopo averla ristrutturata, i suoi genitori hanno intenzione di venderla. Il padre di Jesse, pur essendo contento alla vista del figlio in ottima salute, sembra mantenere una certa distanza da lui. Jesse allora va da Saul, che custodiva i suoi soldi, e gli chiede aiuto per riacquistare la sua vecchia casa. Saul si reca ad un incontro con i genitori di Jesse e il loro avvocato, presentando un'offerta anonima di 400.000 dollari, metà del prezzo di vendita dell'immobile. I tre ovviamente rifiutano e allora Saul li ricatta, minacciando di denunciare l'esistenza del laboratorio di metanfetamina che era nel seminterrato e far sequestrare la casa. Jesse riesce così ad acquistare la sua vecchia casa, vendicandosi dei genitori che l'avevano cacciato.
Mike si reca a casa di Walt e piazza delle microspie; appena finisce il lavoro arriva Walter, deciso a ristabilirsi in casa contro il volere della moglie. Mentre Walt è a farsi una doccia, arrivano i due messicani con la chiara intenzione di eliminarlo a colpi di accetta. Mike però assiste al tutto e avvisa per telefono Gus (si scopre quindi che Mike era l'anello di congiunzione tra Saul e Gus che ha permesso a quest'ultimo di fare l'affare con Walt). Dopodiché arriva un criptico messaggio - "POLLOS" - al cellulare di uno dei due sicari, facendoli desistere e andare via, giusto qualche attimo prima che Walt esca dalla doccia. 
Tuttavia Walt, vedendo che l'occhio dell'orsacchiotto rosa è in un'altra posizione rispetto a prima, sospetta di non essere solo in casa, ma si tranquillizza quando vede porte e finestre chiuse, del tutto inconsapevole di essere andato vicinissimo alla morte.
- Guest star: Tess Harper (Diane Pinkman), Mark Margolis (Don Hector Salamanca), Christopher Cousins (Ted Beneke), Steven Michael Quezada (Steven Gomez), Michael Bofshever (Adam Pinkman), Dan Desmond (Mr. Gardiner), Luis Moncada (Marco Salamanca), Daniel Moncada (Leonel Salamanca).
- Altri interpreti: Jeremiah Bitsui (Victor), Kaija Roze Bales (Kaylee Ehrmantraut), J. Taylor (Agente Cavanaugh).

## Tradimento
- Titolo originale: I.F.T.
- Diretto da: Michelle MacLaren
- Scritto da: George Mastras

### Trama
L'episodio si apre con un flashback che mostra come i cugini Salamanca, aiutati da un uomo del cartello, hanno ucciso Tortuga e posto la sua testa sulla tartaruga che in seguito sarebbe esplosa di fronte alla squadra di Hank (come già mostrato nell'episodio Nero e azzurro). 
La presenza a sorpresa di Walt a casa provoca la felicità di Walter Jr. e l'irritazione della moglie che telefona alla polizia. Gli agenti però, dal momento che i due non sono legalmente separati e che la casa è intestata a entrambi, non possono cacciare Walter, che si comporta con disinvoltura. L'unica possibilità per Skyler, secondo uno degli agenti, è che il marito abbia infranto la legge in qualche modo: la donna non risponde, proprio come Saul aveva previsto e detto a Walt.
Jesse, tornato nella sua casa, è ancora pieno di tristezza, non riesce a dimenticare la sua fidanzata e chiama in continuazione il suo numero per ascoltarne la voce registrata sulla segreteria telefonica. Il ragazzo è indifferente anche alla visita di Saul, che gli consiglia di convincere Walt a tornare a cucinare. Nel frattempo Gus ha un incontro con i fratelli Marco e Leonel Salamanca, Bolsa (l'uomo del Cartello visto nel flashback) e Hector: essi gli riferiscono il loro desiderio di vendicare la morte di Tuco uccidendo Walt, ritenuto colpevole di tradimento. Gus però chiede ancora tempo visto che è in affari con Walter, ma Bolsa non gli garantisce che i due gemelli sapranno attendere e raccomanda di terminare rapidamente il rapporto con Walter per non rischiare di perdere l'appoggio del cartello. 
Skyler continua la pratica legale: sfruttando il segreto professionale, rivela al suo avvocato divorzista che Walt è un produttore di droga. A quel punto l'avvocato le consiglia di richiedere il divorzio e denunciarlo, ma Skyler risponde che non può perché vuole evitare che il figlio scopra che il padre è un criminale, ed è fiduciosa che questo scenario sarà scongiurato quando Walt morirà di cancro. Hank intanto è richiamato a lavorare a El Paso, ma ciò segretamente lo stressa e si sfoga facendo a botte con alcuni spacciatori in un bar. Jesse invece scopre che il numero di Jane non è più attivo e finalmente si dà una scossa: il giorno dopo torna nel deserto con il camper per cucinare da solo. 
Walt mostra a Skyler il borsone pieno dei soldi guadagnati con la vendita di meth e le spiega che li ha messi da parte per permetterle di pagare il college ai figli, il mutuo della casa, l'assistenza sanitaria ecc. quando lui non ci sarà più a causa del cancro e le chiede se è disposta ad accettarli. La sera stessa, al ritorno dal lavoro, Skyler in risposta alla domanda di Walt di accettare i suoi soldi, gli riferisce con atteggiamento vendicativo e volgare che è appena andata a letto con Ted, il suo datore di lavoro.
- Special guest star: Danny Trejo (Tortuga).
- Guest star: Mark Margolis (Don Hector Salamanca), Christopher Cousins (Ted Beneke), Julie Dretzin (Pamela), Javier Grajeda (Juan Bolsa), Steven Michael Quezada (Steven Gomez), Stoney Westmoreland (Agente Saxton), Luis Moncada (Marco Salamanca), Daniel Moncada (Leonel Salamanca).
- Altri interpreti: Caleb Jones (Louis Corbett), James Espinoza (Beto), Daniel Champine (Partner di Saxton), Shari Rhodes (Signora del bingo).
- Non accreditati: Krysten Ritter (Jane Margolis).
- Curiosità: L'episodio è dedicato alla memoria di Shari Rhodes, membro della produzione.

## Luce verde
- Titolo originale: Green Light
- Diretto da: Scott Winant
- Scritto da: Sam Catlin

### Trama
Di ritorno dal deserto, Jesse si ferma in una stazione di servizio e, senza soldi, paga la giovane cassiera con la meth da lui prodotta.
Mike e Saul ascoltano la registrazione della discussione tra Walt e Skyler dovuta alla tresca con Ted e capiscono che Walt ha intenzione di affrontare Ted. Infatti, contemporaneamente Walt si reca all'azienda di quest'ultimo, che però lo evita. Allora Walt tenta di entrare nel suo ufficio lanciando un vaso contro la vetrata e viene cacciato dalla sicurezza; poco dopo arriva Mike che lo conduce di forza da Saul. Saul rimprovera Walt per il suo comportamento e tenta ancora una volta di convincerlo a riprendere a cucinare. Walt, furioso per essere stato spiato e per una battuta di Saul su Skyler, si lancia contro l'avvocato, licenziandolo, e fa rimuovere le cimici da Mike. 
In seguito a questi eventi Walt si dimostra assente durante le lezioni e, quando viene convocato dalla preside, tenta un approccio con lei e viene licenziato. Poco dopo incontra Jesse che lo informa di aver ripreso a cucinare sfruttando la sua formula per produrre la Blue Sky e chiede di essere messo in contatto con Gus per venderla. Walt, infastidito dal fatto che la sua meth venga prodotta da qualcun altro, si altera e rifiuta. Intanto Hank, in procinto di prendere l'aereo per El Paso, riceve una chiamata che lo informa dell'arresto di un ragazzo in possesso di metanfetamina blu (prodotta da Jesse e consegnata alla cassiera): Hank decide quindi di rimandare la partenza per interrogarlo.
Jesse si reca da Saul, il quale fa pervenire a Gus, tramite Mike, l'offerta del ragazzo. Gus, saputo del litigio tra Walt e Jesse, accetta lo scambio, consapevole che Walt verrà a conoscenza dell'affare, avrà uno scatto d'orgoglio e cambierà idea, tornando a cucinare. Mentre Skyler continua la sua relazione con Ted, Hank interroga il tossico, che però non ricorda bene chi gli ha dato la droga.
Con le poche informazioni a disposizione, l'agente riesce ugualmente a stringere il cerchio e arriva alla cassiera: messa alle strette, la ragazza confessa di aver ricevuto la bustina e di averla data ad un amico. Dai filmati della telecamera di un bancomat della stazione di servizio, Hank vede il camper e capisce che è un laboratorio mobile. Informa quindi il suo capo Merkert dei passi in avanti, ma questi gli dice che non può più rimandare la partenza per El Paso: Hank rifiuta il trasferimento per seguire la nuova pista riguardante Heisenberg. Jesse riceve solo metà dei soldi della vendita della meth; mentre Walt è in auto e ascolta alla radio la notizia del tentato suicidio del padre di Jane, riceve l'altra metà del denaro. 
- Guest star: Christopher Cousins (Ted Beneke), Steven Michael Quezada (Steven Gomez), Carmen Serano (Preside Carmen Molina), Michael Shamus Wiles (Agente George Merkert), Jolene Purdy (Cara).
- Altri interpreti: Jeremiah Bitsui (Victor), Chaterine Haun (Margaret), Mark Hanson (Russell), Parker Sisty (Antonio).

## Di più
- Titolo originale: Más
- Diretto da: Johan Renck
- Scritto da: Moira Walley-Beckett

### Trama
L'episodio inizia con un flashback che mostra il giorno in cui Walter diede a Jesse i soldi per comprare il camper. Jesse però ne spese la maggior parte in un locale notturno. La mattina dopo con l'aiuto di Combo riuscì ad ottenere il veicolo ad un prezzo bassissimo rubandolo alla madre del ragazzo. 
Hank e Gomez, recuperata una lista di tutti i camper registrati nel New Mexico uguali a quello di Jesse, iniziano a piantonarne qualcuno. Dopo una nottata non proficua, Gomez dice a Hank che sarà trasferito a El Paso al suo posto: Hank si chiude in sé stesso e non si confida con la moglie. Marie, infatti, suppone che Hank abbia rifiutato a causa della precedente, tragica esperienza, e Hank le risponde con rabbia negando tutto. 
Jesse pretende da Walt il denaro consegnato a lui. Walter si reca da Gus e gli dice di aver capito il suo progetto: l'uomo infatti sta cercando di farlo tornare a cucinare colpendolo nell'orgoglio, ovvero facendogli avere i soldi che spetterebbero a Jesse per la meth prodotta con la sua formula. Per tutta risposta Gus chiede a Walt di andare a fare un giro con lui, lo conduce ad una lavanderia di sua proprietà e gli mostra un laboratorio sotterraneo segreto adibito alla produzione di metanfetamina, dove Walt lavorerebbe in caso accettasse l'offerta. Walt rimane molto colpito ma rifiuta ancora la proposta, dicendo di aver perso la propria famiglia per questo. Gus cerca di convincerlo, dicendogli che il ruolo di un uomo è provvedere per la propria famiglia anche se non si è più amati. 
Hank, esaurita la lista di tutti i camper senza trovare nulla, chiede alla sua segretaria di ricontrollare assieme alla motorizzazione: effettivamente, viene trovato un altro camper, la cui registrazione non è stata rinnovata. Intanto Skyler riferisce all'avvocato della frequentazione con Ted e dalla faccenda dei soldi di Walt, e la legale le consiglia nuovamente di allontanarsi dal marito perché ora potrebbe essere considerata sua complice. Tornata a casa, Skyler trova il modulo di richiesta di divorzio compilato e firmato da Walt, e rimane spiazzata. 
Walt si reca da Jesse e Saul e restituisce al ragazzo il denaro che gli era stato consegnato. Riferisce inoltre che Jesse non guadagnerà più niente perché è stato solo uno strumento per convincerlo ad accettare l'offerta: Walt infatti ha finalmente accettato di lavorare per Gus nel suo laboratorio. Saul ne approfitta per ritornare in affari con Walt e ricevere una percentuale dei suoi profitti con il proposito di aiutarlo a riciclare i soldi, mentre Jesse, uscito dall'ufficio, frantuma il parabrezza della macchina di Walt con una grossa pietra. A fine episodio, Hank raggiunge l'abitazione dove nel flashback si vedeva il camper; apre una donna e dice che il camper è stato rubato da suo figlio: Christian Ortega, meglio conosciuto come Combo, ormai morto (Mandala, seconda stagione). Hank connette subito il furto del camper alla metanfetamina blu, che Combo stava spacciando quando fu ucciso, e a conferma di ciò scopre che il ragazzo era amico di Jesse.
- Guest star: Christopher Cousins (Ted Beneke), Steven Michael Quezada (Steven Gomez), Julie Dretzin (Pamela), Carole Gutierrez (Mrs. Ortega).
- Altri interpreti: Charles Baker (Skinny Pete), Rodney Rush (Combo), Mary Sue Evans (Janice), Amanda Schofield (Cameriera), Erin Elliott (Spogliarellista 1), Portia Cline (Spogliarellista 2), Micheal McCormick (Pa Kettle), Kathy Rose Center (Ma Kettle).
- Curiosità: L'episodio è dedicato alla memoria di Gwyn Savage, una degli extra ricorrenti della serie.

## Al tramonto
- Titolo originale: Sunset
- Diretto da: John Shiban
- Scritto da: John Shiban

### Trama
Un poliziotto si reca in una casa sperduta nel deserto dopo aver ricevuto una segnalazione. Dietro un capanno trova un cadavere in evidente stato di putrefazione e dopo aver dato l'allarme viene ucciso a colpi d'ascia dai fratelli Salamanca, che avevano preso possesso della casa (nell'attesa del permesso per poter uccidere Walt).
Walter e Skyler discutono brevemente sulla decisione di divorziare e l'uomo trova un nuovo appartamento dove abitare. Jesse intanto convoca Badger e Skinny Pete, e propone loro di ricominciare a spacciare per lui, stavolta in modo molto più cauto. Hank, che ha ricollegato il camper a Jesse e cominciato a sorvegliare casa sua, trova conferma ai suoi sospetti quando vede uscirne Badger (arrestato qualche mese prima per spaccio).
Walt inizia a lavorare nel nuovo laboratorio e conosce il suo assistente, Gale Boetticher, un chimico che si rivela essere molto preciso e competente: tra i due nasce subito un ottimo rapporto. Intanto i cugini di Tuco vanno a Los Pollos Hermanos e rimangono seduti a un tavolo finché Gus non si reca da loro e, parlando in spagnolo, dice di incontrarsi al tramonto. Quel pomeriggio, Walt è nella sua nuova casa e, mentre legge il libro Leaves of Grass di Walt Whitman regalatogli da Gale, riceve una chiamata da Hank: ricordando che Walt aveva raccontato di comprare marijuana da Jesse, Hank gli chiede se avesse mai visto Jesse con il camper, spiegandogli la sua teoria. Resosi conto del rischio che stanno correndo, Walt non avverte Jesse perché pensa che Hank abbia intercettato il suo cellulare, ma si precipita invece al deposito del camper trovandovi Badger e il cugino, e si fa mettere in contatto con il proprietario di uno sfasciacarrozze per distruggerlo. Arriva anche Jesse, avvertito da Badger, ma non sa che è stato seguito da Hank: Walt e Jesse sono costretti a chiudersi nel camper, in trappola. 
Il poliziotto tenta di entrare, ma Joe (il proprietario) e Jesse lo costringono ad attendere un mandato di perquisizione. Walt, che si trova all'interno, chiama urgentemente Saul per chiedere aiuto: la segretaria di Saul chiama Hank e, fingendosi un'ufficiale di polizia, riferisce che Marie è stata coinvolta in un incidente stradale. Hank si allontana dal luogo in tutta fretta, mentre Walt e Jesse possono finalmente assistere con un velo di tristezza alla distruzione del camper. 
Al tramonto Gus incontra nuovamente i messicani e dice loro di non rivolgere le loro attenzioni verso Walter White ma verso chi realmente ha ucciso Tuco, ovvero Hank.
- Guest star: David Costabile (Gale Boetticher), Matt L. Jones (Badger), Tom Kiesche (Clovis), Larry Hankin (Vecchio Joe), Luis Moncada (Marco Salamanca), Daniel Moncada (Leonel Salamanca).
- Altri interpreti: Charles Baker (Skinny Pete), Tina Parker (Francesca Liddy), Ashley Kajiki (Cynthia), Jose Avila (Agente Bobby Kee), Frank Bond (Agente Immobiliare), Jui Hise (Madre), Trina Siopy (Infermiera).
- Non accreditati: John Augustini (Tim).

## Un minuto
- Titolo originale: One Minute
- Diretto da: Michelle MacLaren
- Scritto da: Thomas Schnauz

### Trama
In un flashback si vedono i due cugini di Tuco da bambini e il loro zio Hector Salamanca. L'uomo è al telefono con un altro membro del cartello e si dice contrario alla decisione di far entrare Gus in affari con loro, anche se Gus sembra avere importanti conoscenze e un passato misterioso in Cile. Hector chiude la chiamata dicendo di non fidarsi dei sudamericani. Dopo un dispetto tra fratellini, uno dei due bambini dice all'uomo che desidera che il fratello muoia; allora Hector affonda il viso del bimbo in una bacinella d'acqua, mostrando al bambino cosa significhi desiderare la morte di una persona cara. Tornando al presente si vede come il nuovo obiettivo dei due sia diventato Hank, vero assassino di Tuco. 
Tornato a casa, Jesse viene brutalmente picchiato da Hank, arrabbiato per l'inganno subito. Il giovane viene portato in ospedale e lì Saul vuole usare l'accaduto per far modo che la DEA non voglia più avere a che fare con Jesse. Jesse è desideroso di vendetta e vuole porre fine alla carriera del poliziotto, promettendo di non dare pace ad Hank. Inoltre vuole riprendere a cucinare, sicuro del fatto che, qualora venisse arrestato, rivelerà la vera identità di Heisenberg. Dopo la minaccia di Jesse, Walt discute con Saul dei possibili scenari futuri. 
Nel frattempo i fratelli messicani comprano dei giubbotti antiproiettile. Walt contatta Gus e chiede di cambiare assistente per poter lavorare meglio e Gus accetta. Walt poi chiede a Jesse di ricominciare a cucinare insieme a lui, ma egli rifiuta. Tornato a casa riceve una telefonata dal ragazzo che accetta la sua offerta. 
Hank intanto viene sospeso dal suo lavoro e deve riconsegnare la pistola. Mentre è in un parcheggio riceve una chiamata anonima da parte di Gus, che lo informa dell'imminente arrivo dei sicari. Quando i cugini Salamanca arrivano e iniziano a sparare, Hank investe Leonel con l'auto e prende la sua pistola, quindi inizia a sparare a Marco, che però è protetto dal giubbotto antiproiettile. Il messicano gli spara due volte, ma anziché finirlo con la pistola decide di usare l'ascia: mentre va a prenderla, Hank ha il tempo di recuperare un proiettile e ricaricare la pistola e riesce a uccidere Marco con un colpo alla testa.
- Guest star: Mark Margolis (Don Hector Salamanca), David Costabile (Gale Boetticher), Michael Shamus Wiles (Agente George Merkert), Nate Mooney (Trafficante di armi), Luis Moncada (Marco Salamanca), Daniel Moncada (Leonel Salamanca).
- Altri interpreti: Ruben Munoz-Soto (Marco da bambino), Victor Munoz-Soto (Leonel da bambino), Michael Showers (Rappresentante sindacale), Matthew Feigh (Uomo ucciso dai Cugini), Mark Sivertsen (Detective 1), Chris Ranney (Detective 2), Steve Cormier (Funzionario), Wendy Kostora (Donna spaventata).

## Ti vedo
- Titolo originale: I See You
- Diretto da: Colin Bucksey
- Scritto da: Gennifer Hutchison

### Trama
Jesse viene dimesso dall'ospedale e di fronte a lui arriva l'ambulanza con a bordo Hank ferito: in seguito si reca in laboratorio per cominciare a lavorare. Qui, Walt è visibilmente imbarazzato nello spiegare a Gale i motivi del suo licenziamento. Rimasti soli, Jesse informa Walt dell'agguato a Hank. 
Walter si precipita in ospedale, dove trova il resto della famiglia ad attendere notizie sulle condizioni di salute di Hank, gravissimo; Marie sconvolta dà la colpa di tutto prima al suo capo che aveva tolto la pistola a Hank dopo averlo sospeso, poi a Gomez, reo di averlo lasciato solo per andare a El Paso e per ultimo a Walt, che aveva fatto sì che Jesse entrasse nella vita di Hank. I colleghi dell'uomo intanto, tra cui anche Gomez, donano sangue in suo favore.
Jesse nel frattempo attende in laboratorio il ritorno di Walt. Nei corridoi dell'ospedale Walter incontra Gomez: la DEA tiene sotto vigilanza la stanza in cui è ricoverato il cugino di Tuco, sopravvissuto alla sparatoria, al quale sono state amputate entrambe le gambe. Risvegliandosi, questi riconosce Walter fuori dalla stanza ed è preda di una furia cieca: Walt si rende conto che i due aggressori sono i cugini di Tuco, ed è fortemente preoccupato che anche i suoi familiari siano in pericolo. Poco dopo riceve la visita di Gus, fintosi amico e sostenitore della DEA onde crearsi un'immagine insospettabile, per potergli comunicare di persona che non correrà nessun pericolo. Mentre tutti gli agenti della DEA sono impegnati a mangiare il cibo portato da Gus, Mike si infila nella stanza di Leonel e lo uccide con un'iniezione letale.
Gus riceve una chiamata da Bolsa, che lo accusa di aver commissionato l'uccisione di un agente della DEA facendo ricadere la colpa sui cartelli in Messico: gli agenti della DEA e delle forze dell'ordine messicane hanno accerchiato la sua casa. Il boss, intenzionato a farsi scagionare e a rivelare al resto del cartello il disegno di Gus, viene ucciso dalla polizia in casa: Gus sente gli spari e soddisfatto rompe il cellulare, ora libero e al di sopra di ogni sospetto. Nell'ospedale il dottore rivela alla famiglia di Hank che il loro congiunto è fuori pericolo.
- Guest star: David Costabile (Gale Boetticher), Steven Michael Quezada (Steven Gomez), Michael Shamus Wiles (Agente George Merkert), Javier Grajeda (Juan Bolsa), Michael Bryan French (Dottore), Daniel Moncada (Leonel Salamanca).
- Altri interpreti: Charles Baker (Skinny Pete), Jeremiah Bitsui (Victor), Steve Corona (Inserviente), Christopher Dempsey (Medico 1), Lora Cunningham (Medico 2), Brian Lax (Medico di Hank), John Welker (Dottore), Kevin Brown (Poliziotto di guardia), Ken Thomas (Agente amichevole), Rose Estrada (Dottoressa di Leonel).

## Atmosfere
- Titolo originale: Kafkaesque
- Diretto da: Michael Slovis
- Scritto da: Peter Gould e George Mastras

### Trama
In apertura si vede come Gus e i suoi uomini riescono a smerciare le grandissime quantità di meth che vengono prodotte settimanalmente da Walt e Jesse. Jesse intanto inizia ad essere scontento del fatto che Walt si sia sottomesso a Gus e di come quest'ultimo guadagni molto più di loro. Saul propone a Jesse di acquistare un centro di manicure e utilizzarlo per riciclare il suo denaro. Walt va a parlare con Gus e gli dice di aver capito ancora una volta il piano dell'uomo, ovvero quello di scatenare fra gli uomini messicani e Hank un conflitto a fuoco, in modo che la polizia centrale concentrasse le sue attenzioni alla frontiera e lui avesse libero il mercato. Skyler ha un piano per pagare le cure mediche di Hank: rivela alla sorella che Walt è diventato milionario dopo una vincita illegale al casinò. Jesse individua una nuova opportunità di guadagno nel gruppo di recupero dei tossici.
- Guest star: Christopher Cousins (Ted Beneke), Steven Michael Quezada (Steven Gomez), Matt L. Jones (Badger), Jere Burns (Capogruppo), Mark Harelik (Dottore).
- Altri interpreti: Charles Baker (Skinny Pete), Jeremiah Bitsui (Victor), Cynthia Ruffin (Amministratrice dell'ospedale), Fernando Escandon (Voce narrante dello spot di Los Pollos Hermanos).

## Caccia grossa
- Titolo originale: Fly
- Diretto da: Rian Johnson
- Scritto da: Sam Catlin e Moira Walley-Beckett

### Trama
Walt non riesce a dormire. Arrivato in laboratorio si dedica alla manutenzione dei macchinari con Jesse. Walt scopre come le quantità da loro prodotte siano leggermente inferiori di quanto dovrebbero essere (a causa di sottrazioni da parte di Jesse), ma il giovane tenta di far capire all'uomo che si può trattare di qualche altro problema. Finita la manutenzione Jesse se ne va, mentre Walt rimane nel laboratorio. Poco dopo intravede una mosca e tenta in tutti i modi di ucciderla; nel corso dei numerosi tentativi cade anche dal pianerottolo delle scale. 
Il giorno dopo Jesse scopre che Walt ha pressurizzato il laboratorio ed è rimasto l'intera notte lì per tentare di uccidere la mosca, inizialmente definita come una "contaminazione". Jesse, stupefatto, inizialmente aiuta Walt e poi vedendolo stanco gli consiglia di prendere una boccata d'aria. Giunti sulla porta Walt lo chiude fuori e così Jesse per vendetta gli toglie la corrente elettrica. L'uomo quindi è costretto a far rientrare il ragazzo. Jesse gli prepara un caffè e ci mette dentro un'abbondante dose di sonnifero. Aspettando che il narcotico faccia effetto, Jesse parla di sua zia, malata di cancro, ed è allora che Walt gli riferisce di essere andato dall'oncologo, il quale gli ha detto che il suo tumore è ancora in regressione. Inizia allora a parlare della sua famiglia, di Skyler e anche del suo incontro con il padre di Jane la notte in cui la ragazza morì. Jesse riesce poi finalmente ad uccidere la mosca proprio quando Walt si addormenta. Il ragazzo lo sdraia su un divano, lo copre e cucina l'intera notte da solo. Partendo per far ritorno a casa, Walt riferisce a Jesse di aver capito che è lui a sottrarre la meth e che se si venisse a sapere non potrebbe proteggerlo.
- Curiosità: questo è l'episodio della serie in cui compare il minor numero di personaggi, vale a dire due.

## Scrupoli
- Titolo originale: Abiquiu
- Diretto da: Michelle MacLaren
- Scritto da: John Shiban e Thomas Schnauz

### Trama
In un flashback si vede la visita al museo di Jesse e Jane e come poco dopo discutono di una porta dipinta su un quadro. 
Hank comincia a fatica la costosa riabilitazione. Walter intanto tiene sotto controllo Jesse verificando di persona le quantità di meth prodotta. Jesse e i suoi amici tentano di vendere la meth ai membri del gruppo di recupero, senza successo. Jesse allora inizia a frequentare una ragazza del gruppo, Andrea, e tenta di venderle la metanfetamina rubata dal laboratorio, ma scopre che ha un figlio e cambia così idea. Skyler, intenzionata ad aiutare Walter nel riciclaggio di denaro, decide di andare a parlare personalmente con Saul, e propone di riciclare i soldi comprando l'autolavaggio dove lavorava Walt, criticando la scelta dell'avvocato di comprare invece un laser tag. Andrea racconta a Jesse di Tomás, il suo fratello piccolo reclutato da una pericolosa gang del quartiere. Dal suo racconto, Jesse scopre che è stato Tomàs a uccidere il suo amico Combo qualche mese prima, come iniziazione alla gang. Finge così di comprare la metanfetamina per scoprire chi sono i mandanti. Hank ha la possibilità di tornare a casa dall'ospedale ma decide di rimanerci fin quando non riuscirà ad uscire sulle sue gambe. Walt viene invitato a cena da Gus, che gli dà dei consigli su come investire i soldi guadagnati.
- Guest star: Krysten Ritter (Jane Margolis), Matt L. Jones (Badger), Jere Burns (Capogruppo), Emily Rios (Andrea Cantillo).
- Altri interpreti: Charles Baker (Skinny Pete), Ian Posada (Brock Cantillo), Angelo Martinez (Tomás Cantillo), Virginia Montero (Mrs. Cantillo), Marius Stan (Bogdan Wolynetz), Mike Seal (Rivale commerciante 1), Antonio Leyba (Rivale commerciante 2), Rebecca Crago (Fisioterapista).

## Mezze misure
- Titolo originale: Half Measures
- Diretto da: Adam Bernstein
- Scritto da: Sam Catlin e Peter Gould

### Trama
Jesse segue i movimenti degli spacciatori responsabili della morte di Combo e scopre che spacciano la droga prodotta da lui e Walt: da qui capisce che lavorano per il suo stesso capo, Gus. Walt concede a Skyler di gestire l'autolavaggio ma in cambio vuole poter partecipare di più alla vita familiare. Jesse chiede a Walt di procuragli la ricina per avvelenare i due spacciatori, ma Walt si rifiuta e si rivolge a Saul per trovare una soluzione: i due decidono di incastrare Jesse, facendolo finire in prigione per qualche giorno per farlo calmare e dissuaderlo dai suoi propositi. Saul spiega la faccenda e chiede aiuto a Mike, suo investigatore ma anche tuttofare di Gus, che però rifiuta e avverte Walter dicendogli che Gus prenderebbe la questione molto sul serio se Jesse dovesse finire in prigione. 
Jesse mette lo stesso in atto il suo piano, ma viene sequestrato da Mike, che lo porta ad un incontro tra Walt, i due spacciatori e lo stesso Gus. Giungono alla pace e Gus impone ai due di non usare più i bambini per gli omicidi. Jesse si arrabbia con Walt per averlo tradito. Hank viene dimesso dopo aver perso una scommessa con la moglie, che prevedeva che nel caso in cui lei fosse riuscita ad eccitarlo sessualmente, lui sarebbe dovuto uscire. Tomás, il fratello di Andrea, viene giustiziato dalla gang: Jesse decide quindi di andare ad uccidere i due spacciatori da solo. Di sera, Walt ascolta la notizia al telegiornale e intuisce le intenzioni di Jesse. Il giovane inala della droga e si avvia verso i due con la pistola in mano. Quando sta per iniziare la sparatoria arriva Walt che investe brutalmente i due uccidendone uno sul colpo e finendo l'altro sparandogli un colpo alla testa con la sua stessa pistola, dopodiché dice a Jesse di scappare.
- Guest star: Emily Rios (Andrea Cantillo).
- Altri interpreti: Jeremiah Bitsui (Victor), Julia Minesci (Wendy), Ian Posada (Brock Cantillo), Angelo Martinez (Tomás Cantillo), Mike Seal (Rivale commerciante 1), Antonio Leyba (Rivale commerciante 2).

## Niente mezze misure
- Titolo originale: Full Measure
- Diretto da: Vince Gilligan
- Scritto da: Vince Gilligan

### Trama
Il flashback iniziale mostra il giorno in cui Walter e Skyler (incinta di Walter Jr.) visitarono la loro futura casa. Walt, che all'epoca lavorava nei Sandia National Laboratories, era tentennante nell'acquistarla, avendo in mente grandi progetti per la sua famiglia, ben diversi dalla vita che poi si sono trovati a fare. 
Tornando al presente, Walt è nel deserto con la sua macchina, danneggiata per via dell'investimento, e attende l'arrivo di un'auto. Al telefono Mike lo invita a scendere ed incamminarsi verso di loro. All'interno dell'auto sono presenti Gus e un altro suo scagnozzo, Victor. Gus è visibilmente arrabbiato per il comportamento di Walter, che ha investito due suoi spacciatori, e per l'inaffidabilità di Jesse, troppo impulsivo e ancora dipendente dalle droghe. Chiede a Walter dove si trovi il suo assistente ma Walt gli risponde di non sapere dove sia Jesse, di aver chiuso con lui e di averlo mandato via. I due giungono quindi ad un accordo: Walt continuerà a produrre, ma il suo assistente tornerà ad essere Gale. 
Walt ricomincia così a lavorare con il nuovo braccio destro. Mike uccide alcuni uomini del cartello messicano che tentavano di sabotare la produzione. Mentre Gale è intento a cantare "Crapa Pelada" del Quartetto Cetra riceve la visita di Gus che lo informa che molto probabilmente presto dovrà cucinare da solo, con la scusa che Walt sta morendo di cancro, e lo esorta ad apprendere il più velocemente possibile la formula di Walt (per poterlo uccidere). Mike si reca all'ufficio di Saul e, minacciandolo, gli chiede di dirgli dove si trova Jesse: l'avvocato è costretto a farlo venendo meno al segreto professionale e fa capire a Mike che se vuole saperlo, deve frugare nelle sue scartoffie. Mike, controllando, trova un indirizzo della Virginia. 
Saul conduce Walter nella sala giochi che gli aveva suggerito per il riciclaggio e una volta entrati gli dice di essere stato pedinato e minacciato da Mike. Nella sala giochi incontrano Jesse, rimasto in città. Saul chiede ai due di risolvere la questione prima che Mike scopra che l'indirizzo di Jesse è falso. Walt gli dice di aver capito che Gus vuole farli fuori, ma dato che non può permettersi di fermare la produzione, la chiave per salvarsi è uccidere Gale. In questo modo Gus sarà costretto a non uccidere Walt per continuare a cucinare, ma visto che Jesse si rifiuta di farlo dovrà essere lui stesso ad occuparsene. Chiede però a Jesse di seguire Gale e scoprire il suo indirizzo. 
Quella sera, Jesse chiama Walt e gli riferisce l'indirizzo di Gale; mentre esce di casa per andare a ucciderlo, Walt viene prelevato da Victor e portato alla lavanderia dove Mike lo sta aspettando per ucciderlo. Walt prega disperatamente di essere risparmiato, e si mostra disponibile a consegnare Jesse pur di salvarsi, rivelando che il ragazzo non è scappato ma si trova ad Albuquerque: Mike consente quindi a Walt di chiamarlo, ma durante la chiamata Walt dice a Jesse di essere stato sequestrato e di uccidere immediatamente Gale. Mike, dopo questa mossa, gli punta contro la pistola, ma Walt gli dice di fermarsi perché Gus avrà bisogno di lui, e poi rivela l'indirizzo di casa di Gale: 6353 Juan Tabo, appartamento 6. Mike e Victor capiscono che Gale sta per essere ucciso e senza di lui Walt rimarrà l'unico a poter portare avanti la produzione. Victor allora parte per andare a salvare il chimico, ma Jesse arriva prima: si presenta a casa di Gale e gli punta la pistola in faccia. Gale lo supplica di non fargli del male e Jesse è chiaramente restio a macchiarsi di un crimine così atroce. Poco dopo, Jesse spara.
- Guest star: David Costabile (Gale Boetticher).
- Altri interpreti: Jeremiah Bitsui (Victor), Louis Herthum (Stan), Kaija Roze Bales (Kaylee Ehrmantraut), James Ning (Duane Chow), Tiley Chao (Peng), Eddie J. Fernadez (Uomo del cartello 1), Ben Bray (Uomo del cartello 2), Toby Holguin (Uomo del cartello 3), Eddie Perez (Uomo del cartello 4).